# Rei Hirakawa
Rei Hirakawa (jap. 平川 怜, Hirakawa Rei; * 20. April 2000 in Chōfu, Präfektur Tokio) ist ein japanischer Fußballspieler.

## Karriere

### Verein
Rei Hirakawa erlernte das Fußballspielen in der Jugendmannschaft des FC Tokyo. Hier unterschrieb er 2018 auch seinen ersten Profivertrag. Der Verein, der in der Präfektur Tokio beheimatet ist, spielte in der höchsten Liga des Landes, der J1 League. Die U23-Mannschaft des Vereins spielte in der dritten Liga, der J3 League. Als Jugendspieler kam er 2017 einmal in der ersten Mannschaft in der J1 zum Einsatz. Von Juli 2019 bis Januar 2020 wurde er an den Zweitligisten Kagoshima United FC ausgeliehen. Am Ende der Saison musste der Verein aus Kagoshima in die dritte Liga absteigen. Nach der Ausleihe kehrte er Anfang 2020 zum FC Tokyo zurück. Im Finale um den J.League Cup 2020 besiegte Tokyo am 4. Januar 2021 Kashiwa Reysol mit 2:1. Die Saison 2021 wurde er an den Zweitligisten Matsumoto Yamaga FC ausgeliehen. Nach Ende der Saison 2021 belegte er mit dem Verein aus Matsumoto den letzten Tabellenplatz und musste in die dritte Liga absteigen. Für Matsumoto absolvierte er 19 Zweitligaspiele. Nach der Ausleihe kehrte er im Januar 2022 zum FC Tokyo zurück. Im August 2022 unterschrieb er in Kumamoto einen Vertrag beim Zweitligisten Roasso Kumamoto. Hier stand er bis Saisonende 2023 unter Vertrag. Für Roasso bestritt er 54 Ligaspiele. Im Januar 2024 wechselte er zum Erstligisten Júbilo Iwata. Am Ende der Saison 2024 belegte er mit Júbilo den 18. Tabellenplatz und musste somit in die zweite Liga absteigen. Nach dem Abstieg verließ er den Verein und schloss sich im Januar 2025 dem Erstligisten Tokyo Verdy an.

### Nationalmannschaft
Rei Hirakawa spielte 2019 zweimal in Freundschaftsspielen in der japanischen U20-Nationalmannschaft.

## Erfolge
FC Tokyo
- Japanischer Ligapokalsieger: 2020